# Glenn Tipton
Glenn Raymond Tipton (Blackheath, 25 ottobre 1947) è un chitarrista britannico.
È uno dei due chitarristi del gruppo heavy metal britannico Judas Priest. È noto per i suoi elaborati assoli, a volte con influenze classiche, e i duetti con il collega K. K. Downing.

## Biografia
Prima di entrare nei Judas Priest, Tipton suonava con i Flying Hat Band assieme al bassista Peter "Mars" Cowling e il batterista Steve Palmer (fratello di Carl Palmer). La band registrò un album, ma la compagnia discografica non lo distribuì.
Nel 1974 entrò a far parte di Judas Priest, che stavano cercando un secondo chitarrista per iniziare la registrazione del loro primo album Rocka Rolla. Da allora è uno dei pilastri della formazione.
Oltre ai lavori con i Judas Priest, Tipton ha al suo attivo alcuni progetti personali. Nel 1988 suonò un assolo di chitarra nella canzone Spirit of America dell'album Just One Night di Samantha Fox. Nel 1997 pubblicò un album solista Baptizm Of Fire, a cui parteciparono diversi musicisti noti quali Billy Sheehan, Cozy Powell, Don Airey, Robert Trujillo e Brooks Wackerman.
Nel 2018 ha dichiarato di avere la malattia di Parkinson. A causa di ciò, è stato parzialmente sostituito dal chitarrista dei Sabbat Andy Sneap per le esibizioni live.

## Stile e tecnica

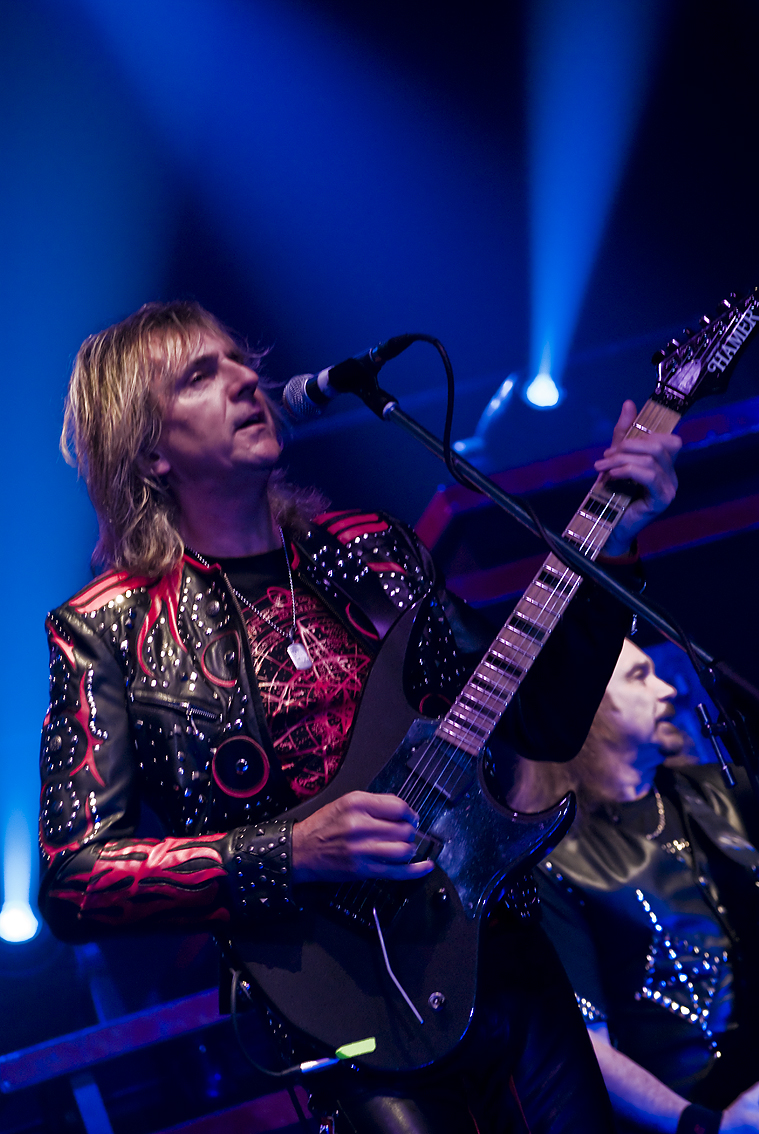
Glenn Tipton (a sinistra) con Ian Hill nel 2014

Glenn Tipton ha preso in mano seriamente la chitarra piuttosto tardi, cioè intorno ai 21 anni. Sua madre suonava il pianoforte e gli fece prendere lezioni di piano fin dalla prima adolescenza; inoltre, suo fratello Gary era chitarrista di una band con un certo seguito locale, ed il giovane Glenn, quando il fratello era assente da casa, usava suonare le sue chitarre; in conseguenza dell'ammirazione che nutriva per il fratello, Glenn cominciò a manifestare un crescente interesse verso la chitarra che sarebbe poi maturato nella scelta di diventare un chitarrista di professione. Dal punto di vista dello stile ritmico, Tipton è un chitarrista notevolmente sofisticato; le tessiture ritmiche dei brani dei Judas Priest sono spesso molto elaborate e tecnicamente impegnative e, per tale caratteristica, sono piuttosto inusuali nel genere. Rispetto all'altro chitarrista dei Judas Priest, K.K. Downing, il cui stile solistico è ispirato a Jimi Hendrix, lo stile solistico di Tipton è più ordinato, rigoroso; i suoi assoli si caratterizzano sia per l'utilizzo di tecniche più sofisticate (dal tapping allo sweep-picking), sia per l'estrema velocità di esecuzione di certe parti, sia, infine, per la pulizia di esecuzione. Uno degli assoli più apprezzati di Glenn Tipton è quello del brano Beyond the Realms of Death, contenuto nell'album Stained Class (esso pure del 1978).

## Equipaggiamento

### Chitarra
Tipton ha usato numerose chitarre nel corso degli anni. Tra queste una Fender Stratocaster anni '60, fino al '78. Nel 1978 e 1979 ha utilizzato una Gibson SG nera e ha iniziato a usare una Fender Stratocaster CBS-era modificata con pick-ups DiMarzio Super-Distortion. Nel 1984 è passato ad una Hamer Phantom GT, che è quella utilizzata tuttora.

## Riconoscimenti
- È stato classificato al #19 dalla rivista Rock nella lista dei 100 migliori chitarristi Metal.
- Sun Kil Moon ha pubblicato un brano intitolato Glenn Tipton nell'album Ghosts of the Great Highway.
- Nel popolare videogioco Guitar Hero II un personaggio chiamato Izzy Sparks indossa abiti molto simili a quelli utilizzati da Glenn Tipton nello Screaming For Vengeance Tour del 1983.

## Discografia

### Con i Judas Priest
- 1974 – Rocka Rolla
- 1976 – Sad Wings of Destiny
- 1977 – Sin After Sin
- 1978 – Stained Class
- 1979 – Killing Machine (pubblicato come Hell Bent for Leather negli USA)
- 1979 – Unleashed in the East (album dal vivo)
- 1980 – British Steel
- 1981 – Point of Entry
- 1982 – Screaming for Vengeance
- 1984 – Defenders of the Faith
- 1986 – Turbo
- 1987 – Priest...Live! (album dal vivo)
- 1988 – Ram It Down
- 1990 – Painkiller
- 1997 – Jugulator
- 1998 – '98 Live Meltdown (album dal vivo)
- 2001 – Demolition
- 2002 – Live in London (album dal vivo)
- 2005 – Angel of Retribution
- 2008 – Nostradamus
- 2014 – Redeemer of Souls
- 2018 – Firepower
- 2024 – Invincible Shield

### Solista
- 1997 – Baptizm Of Fire
- 2006 – Edge of the World (con John Entwistle e Cozy Powell)

### Collaborazioni
- 1991 – Samantha Fox – Just One Night (chitarra solista nel brano Spirit Of America)
- 1995 – The Nixons – Foma (chitarra solista nel brano Drink The Fear)
- 2000 – Artisti Vari – Downer-Rock Genocide (chitarra solista nei brani Seventh Plan e Reaching For The Stars con i Flying Hat Band)